# Berghausen (Quartier)
Das Wuppertaler Wohnquartier Berghausen ist eines von sieben Quartieren des Stadtbezirks Cronenberg. 

## Geographie
Das 1,15 km² große Wohnquartier wird im Norden durch die Strecke der Bergischen Museumsbahnen, im Nordosten durch die Straßen Nettenberg und Rheinbach, im Süden durch die Bäche Löhsiefen und Elsiepen und im Westen durch die Straße bei Schwaffert begrenzt.
Im Uhrzeigersinn umgeben die Wohnquartiere Cronenberg-Mitte, Sudberg und Kohlfurth das Wohnquartier.
Oberhalb der Straße Nettenberg befand sich früher das Betriebswerk für Straßenbahnen. Dieses wurde später durch die Bauunternehmung Heikaus als Lagerplatz benutzt. Auf dem Gelände wurden Häuser neu errichtet, vom Betriebswerk ist nichts mehr zu erkennen.
Das Naturfreundehaus Greuel ist neben der Museumsbahn ein attraktives Ausflugsziel. Es dient als Ausgangspunkt für Wanderungen im sich anschließenden bewaldeten Kaltenbachtal. Die Haltestelle Greuel ist zurzeit Endhaltestelle der Museumsbahn.  
Die Wohnbebauung teilt sich in die Ortslagen Berghausen, Berghauserhöhe und Rottsiepen sowie die Außenortschaft Schwaffert auf.